# MiniZoo v parku Jacka Kuroně
MiniZoo w parku im. Jacka Kuronia, nazývaná také MiniZoo Kazimierz nebo česky lze přeložit jako MiniZoo v parku Jacka Kuroně, je minizoo v centrální části Parku im. Jacka Kuronia (park Jacka Kuroně) v části Kazimierz Górniczy města a městského okresu Sosnowiec (Sosnovec) v Polsku. Geograficky se také nachází v mezoregionu Wyżyna Katowicka ve Slezském vojvodství.

## Historie a popis minizoo
MiniZoo, která vznikla ve 20. století a která patří mezi známá místa Sosnowce, nevystavuje žádná „vzácná“ zvířata. K vidě jsou  pouze daňci, pštrosi, osli, lamy, kozy, pávi, klokani a domácí drůbež a domácí zvířata.

## Další informace
MiniZoo je celoročně volně přístupná.

## Galerie

Zvířata v parku
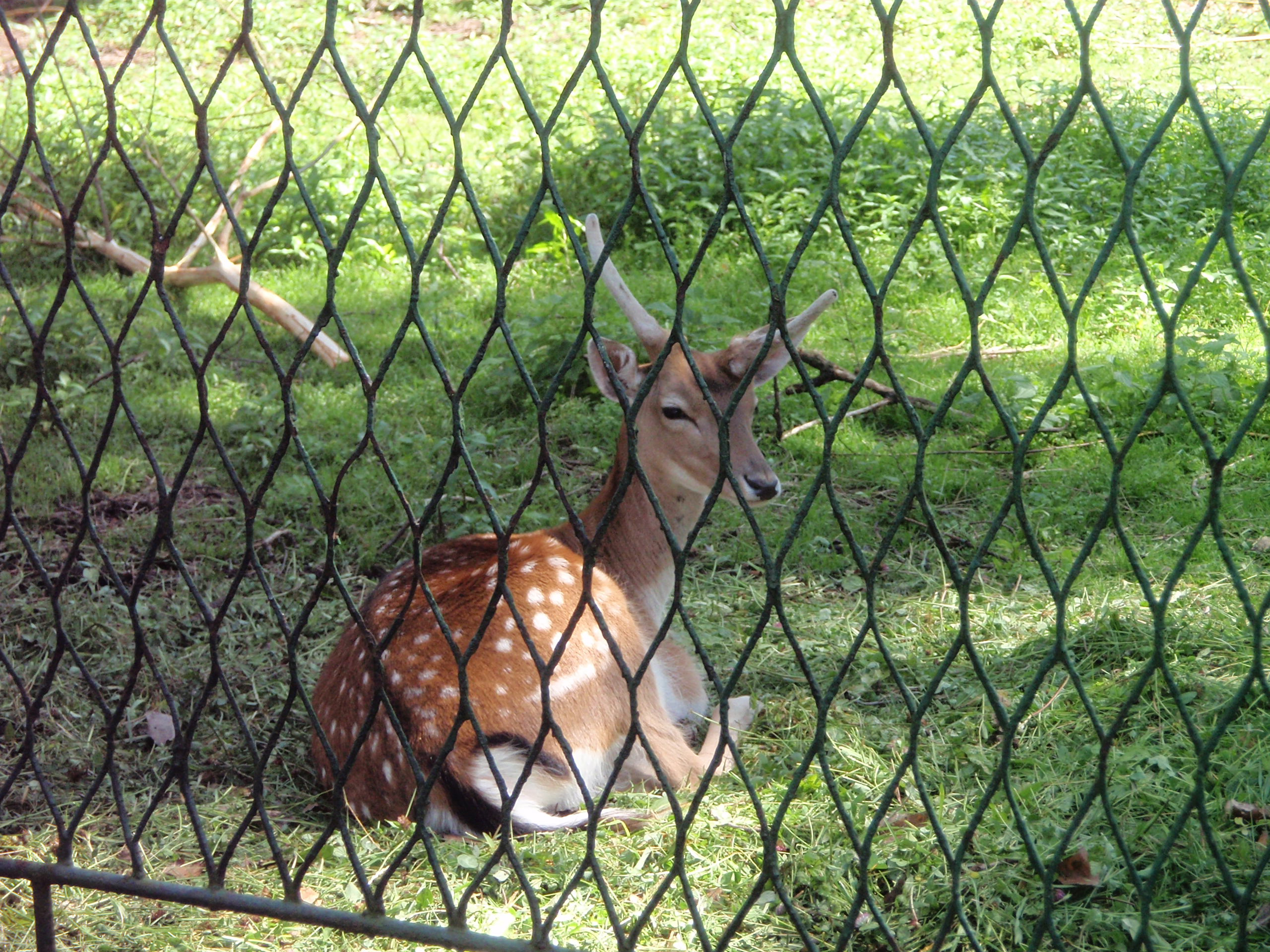
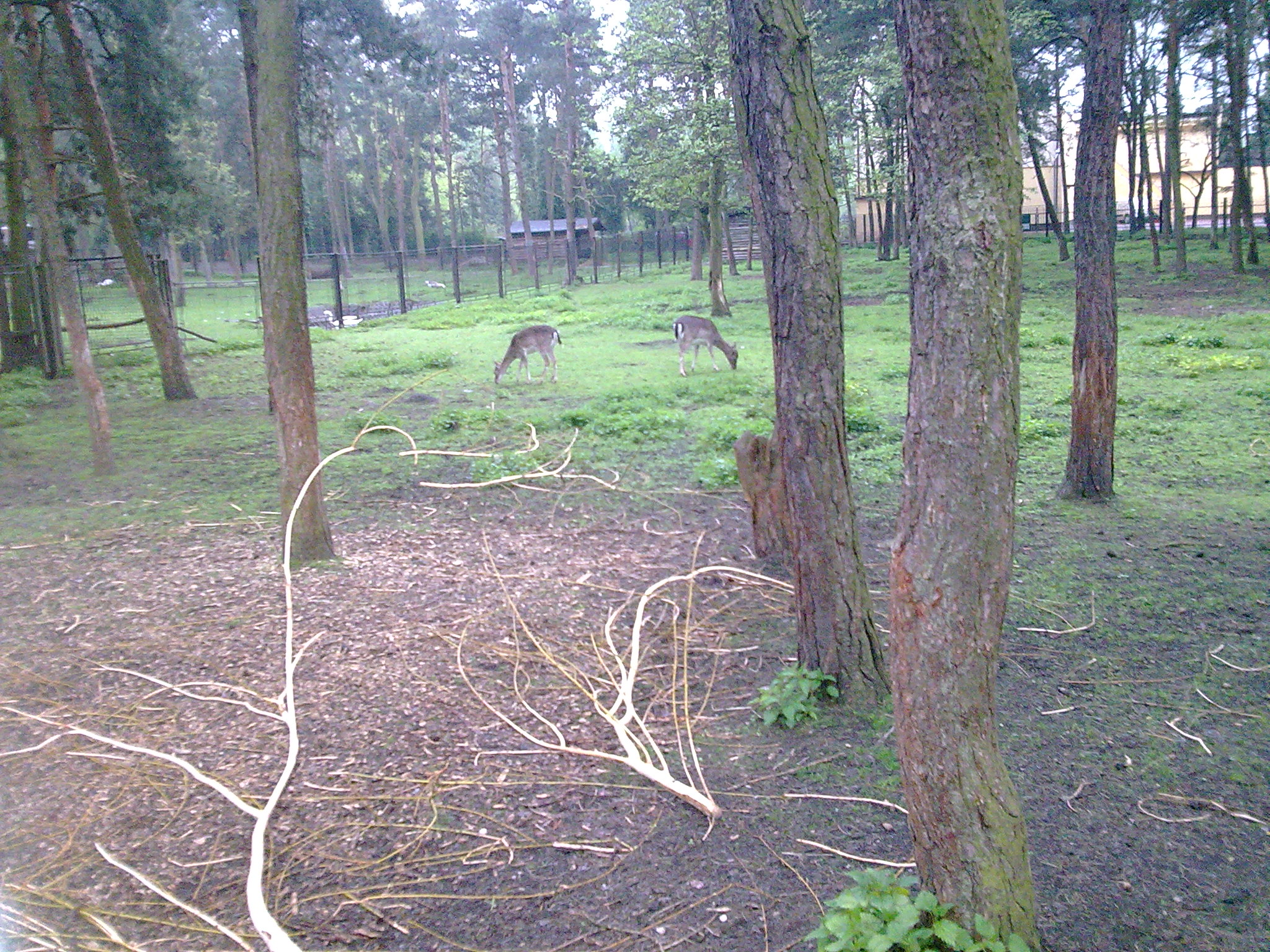